# Phymatosorus cuspidatus
Phymatosorus cuspidatus là một loài thực vật có mạch trong họ Polypodiaceae. Loài này được (D. Don) Pic. Serm. miêu tả khoa học đầu tiên năm 1977.